# Ахмедов, Рахим Ахмедович
Рахим Ахмедович Ахмедов (1924—2008) — советский, узбекский художник-живописец, педагог. Народный художник СССР (1981).

## Биография

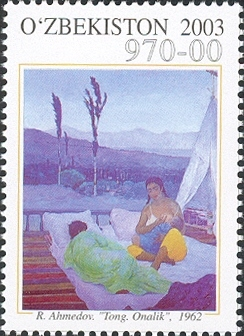
Картина Р. А. Ахмедова Материнство. Утро. на почтовой марке Узбекистана

Рахим Ахмедов родился 26 июля (по другим источникам — 28) 1924 года (по другим источникам — в 1921) в Ташкенте , в семье кустаря.
В 1932—1937 годах — воспитанник детского дома Министерства просвещения Узбекской ССР в Ташкенте.
В 1937—1941 годах учился в Ташкентском художественном училище (ныне Республиканская специализированная художественная школа им. П. Бенькова) у А. Н. Волкова, Н. Г. Карахана, Б. Хамдами, в 1947—1953 — в Ленинградском институте живописи, скульптуры и архитектуры имени И. Е. Репина у Ю. М. Непринцева, В. М. Орешникова, И. А. Серебряного.
В 1941 году призван в Красную Армию. Участник войны, служил на Северокавказском фронте.
После возвращения в Ташкент, преподавал в Республиканском художественном училище им. П. П. Бенькова (1953—1954), с 1953 года — в Ташкентском театрально-художественном институте им. А. Н. Островского (ныне Государственный институт искусств Узбекистана). Профессор (1976). Руководитель Творческой мастерской живописи Академии художеств СССР в Ташкенте (1973).
Участник выставок с 1938 года. Работы художника экспонировались на зарубежных выставках (Индия, Чехословакия и др.) Персональная выставка картин состоялась в 1962 году в Москве.
Член-корреспондент АХ СССР (1975). С 1953 года — член правления Союза советских художников Узбекской ССР. Председатель правления Союза художников Узбекской ССР (1965—1984 и 1992—1994), секретарь правления Союза художников СССР (1968).
Член КПСС с 1966 года. Кандидат в члены ЦК КП Узбекистана (с 1970). Депутат Верховного Совета Узбекской ССР (1967—1971 и с 1975).
Скончался 9 июля 2008 года. Похоронен в Ташкенте на кладбище «Минор».

## Награды и звания
- Народный художник Узбекской ССР (1961)
- Народный художник СССР (1981)
- Государственная премия Узбекской ССР имени Хамзы (1967)[5]
- Орден «Знак Почёта» (1959)
- Орден Трудового Красного Знамени (1971)
- Орден «За выдающиеся заслуги» (1998) — за большие заслуги в развитии науки, образования, культуры, здравоохранения и спорта, укреплении независимости страны, повышении духовности, а также достойный вклад в дело сохранения мира и стабильности[6]
- Медаль «Шухрат» (1994) — за долголетний добросовестный труд, большие заслуги в развитии экономики, науки и культуры, воспитании подрастающего поколения в духе патриотизма и преданности идеям национальной независимости республики[7]
- Медаль «За трудовое отличие» (1965)
- Медаль «В ознаменование 100-летия со дня рождения Владимира Ильича Ленина» (1970)
- Серебряная медаль АХ СССР (1974)

## Работы
- портрет Героя Советского Союза Г. Казимова (1951)
- «Пастушок» («Чабан», 1952)
- «Девочка-узбечка» (1955)
- «Герой Социалистического Труда М. Джумабаева» (1956)
- «Материнское раздумье» (1956)
- «Женщина из Кашкадарьи» («Девушка из Кашкадарьи», 1959)
- «Песня» (1964)
- портрет Народного художника СССР У. Тансыкбаева (1970)
- «Солнечная осень» (1976)
- «Венеция» (1976)
- «Биби-Ханым» (1979)
- «В мастерской художника» (1980)
- «Невеста»
- «Наби Рахимов» (1983)
- натюрморты.